# 레가타

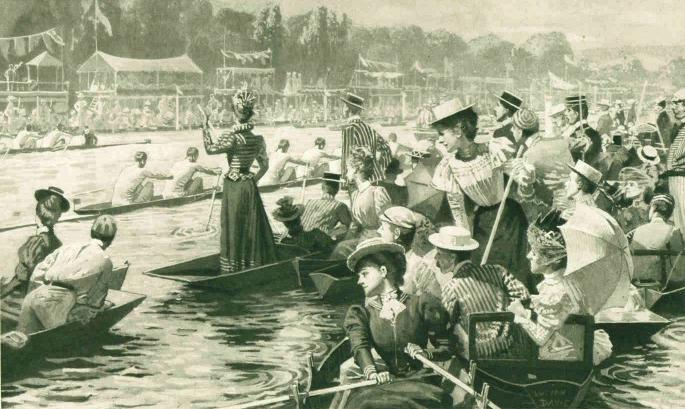
Rowing, by Lucien Davis, 1898.

레가타(Regatta)는 보트 경기의 일종으로, '대회'를 의미하는 이탈리아어(regata)에서 유래되었다. 일반적으로 원동기 없는 배를 사용한 여러 사람의 보트 경주를 말하지만 때때로 모터가 있는 배의 경주 시리즈를 뜻하기도 한다. 레가타는 특정 지역이나 보트 유형에 대한 선수권 대회로 구성될 수 있으며, 주로 아마추어들이 출전한다. 타이틀보다는 경쟁 그 자체와 동지애 및 스포츠의 일반적인 홍보를 목표로 한다.